# Liste der Nummer-eins-Hits in Ungarn (2023)
Dies ist eine Liste der Nummer-eins-Hits in Ungarn im Jahr 2023. Sie basiert auf den Auswertungen der Magyar Hanglemezkiadók Szövetsége (Mahasz), dem ungarischen Vertreter der International Federation of the Phonographic Industry.
Bis zur Jahresmitte galt die Rádiós Top 40 slágerlista wie in den Jahren zuvor als wichtigste Chartliste für Songs. Am 30. Juni wurde diese Airplay-Liste abgelöst und an ihre Stelle trat die Single Top 40 slágerlista, die auf Streaming-Abrufen basiert. Beide Listen waren 2002 eingeführt worden und die Radioliste wurde auch danach separat fortgeführt.
Bei den Alben fand die Album Top 40 slágerlista als einzige verfügbare Liste Verwendung.

## Singles
| ← 2022 ← | Liste der Nummer-eins-Hits in Ungarn (Rádiós Top 40 slágerlista) | Liste der Nummer-eins-Hits in Ungarn (Rádiós Top 40 slágerlista) | Liste der Nummer-eins-Hits in Ungarn (Rádiós Top 40 slágerlista) | 2024 →                    |
| \| Zeitraum \| Wo. ges. \| Interpret \| Titel Autor(en) \| Zusätzliche Informationen \| \| (Zeitraum, Wochen auf Platz eins, Interpret, Titel, Autor[en], zusätzliche Informationen) \| \| \| \| \| \| ----------------------------------------------------------------------------------------- \| -------- \| ----------------------------------------- \| ---------------------------------------------------------------------------------------------------------------------------------------------------------------------------------------------------------------------------------------------------------------------------- \| ------------------------- \| \| 16. Dezember 2022 – 5. Januar 2023 3 Wochen (insgesamt 7) \| 7 \| David Guetta feat. Bebe Rexha \| I’m Good (Blue) Bleta Rexha, Pierre David Guetta, Camille Angelina Purcell, Massimo Gabutti, Maurizio Lobina, Gianfranco Randone, Philip John Plested \| – \| \| 6. Januar 2023 – 26. Januar 2023 3 Wochen (insgesamt 5) \| 5 \| Ava Max \| Million Dollar Baby Amanda Koci, Peter John Rees Rycroft, Jessica Agombar, Casey Cathleen Smith, Henry Russell Walter, Diane Eve Warren, David Alexander Stewart \| – \| \| 27. Januar 2023 – 2. Februar 2023 1 Woche \| 1 \| OneRepublic \| I Ain’t Worried Björn Daniel Arne Yttling, Peter Andreas Morén, John Thomas Daniel Eriksson, Ryan Benjamin Tedder, Brent Michael Kutzle, Tyler Thomas Spry \| – \| \| 3. Februar 2023 – 2. März 2023 4 Wochen (insgesamt 7) \| 7 \| David Guetta feat. Bebe Rexha \| I’m Good (Blue) Bleta Rexha, Pierre David Guetta, Camille Angelina Purcell, Massimo Gabutti, Maurizio Lobina, Gianfranco Randone, Philip John Plested \| – \| \| 3. März 2023 – 16. März 2023 2 Wochen \| 2 \| Tiësto & Tate McRae \| 10:35 Scott Harris Friedman, Peter John Rees Rycroft, Amy Rose Allen, Tate Rosner McRae, Ryan Benjamin Tedder, Tijs Michiel Verwest \| – \| \| 17. März 2023 – 8. Juni 2023 12 Wochen \| 12 \| Miley Cyrus \| Flowers Miley Ray Cyrus, Michael Ross Pollack, Gregory Aldae Hein \| – \| \| 9. Juni 2023 – 22. Juni 2023 2 Wochen \| 2 \| Kamrad \| Feel Alive Christoph Koterzina, Markus Schlichtherle, Tim Kamrad, Jonas Markschat \| – \| \| 23. Juni 2023 – 29. Juni 2023 1 Woche \| 1 \| David Guetta feat. Anne-Marie & Coi Leray \| Baby Don’t Hurt Me Tony Hendrik, Karin Hartmann-Eisenblätter, Pierre David Guetta, Anne-Marie Rose Nicholson, Coi Leray Collins, Steven McCutcheon, Mikkel Kauczki Cox, Felicia Ferraro, Tobias Sjøgren Frederiksen, Akil C. King, Johnny McDaid, Edward Christopher Sheeran \| – \| |                                                                  |                                                                  | |                           |
| ← 2022 |                                                                  |                                                                  | | → 2024 →                  |
| Zeitraum | Wo. ges.                                                         | Interpret                                                        | Titel Autor(en) | Zusätzliche Informationen |
| (Zeitraum, Wochen auf Platz eins, Interpret, Titel, Autor[en], zusätzliche Informationen) |                                                                  |                                                                  | |                           |
| 16. Dezember 2022 – 5. Januar 2023 3 Wochen (insgesamt 7) | 7                                                                | David Guetta feat. Bebe Rexha                                    | I’m Good (Blue) Bleta Rexha, Pierre David Guetta, Camille Angelina Purcell, Massimo Gabutti, Maurizio Lobina, Gianfranco Randone, Philip John Plested | –                         |
| 6. Januar 2023 – 26. Januar 2023 3 Wochen (insgesamt 5) | 5                                                                | Ava Max                                                          | Million Dollar Baby Amanda Koci, Peter John Rees Rycroft, Jessica Agombar, Casey Cathleen Smith, Henry Russell Walter, Diane Eve Warren, David Alexander Stewart | –                         |
| 27. Januar 2023 – 2. Februar 2023 1 Woche | 1                                                                | OneRepublic                                                      | I Ain’t Worried Björn Daniel Arne Yttling, Peter Andreas Morén, John Thomas Daniel Eriksson, Ryan Benjamin Tedder, Brent Michael Kutzle, Tyler Thomas Spry | –                         |
| 3. Februar 2023 – 2. März 2023 4 Wochen (insgesamt 7) | 7                                                                | David Guetta feat. Bebe Rexha                                    | I’m Good (Blue) Bleta Rexha, Pierre David Guetta, Camille Angelina Purcell, Massimo Gabutti, Maurizio Lobina, Gianfranco Randone, Philip John Plested | –                         |
| 3. März 2023 – 16. März 2023 2 Wochen | 2                                                                | Tiësto & Tate McRae                                              | 10:35 Scott Harris Friedman, Peter John Rees Rycroft, Amy Rose Allen, Tate Rosner McRae, Ryan Benjamin Tedder, Tijs Michiel Verwest | –                         |
| 17. März 2023 – 8. Juni 2023 12 Wochen | 12                                                               | Miley Cyrus                                                      | Flowers Miley Ray Cyrus, Michael Ross Pollack, Gregory Aldae Hein | –                         |
| 9. Juni 2023 – 22. Juni 2023 2 Wochen | 2                                                                | Kamrad                                                           | Feel Alive Christoph Koterzina, Markus Schlichtherle, Tim Kamrad, Jonas Markschat | –                         |
| 23. Juni 2023 – 29. Juni 2023 1 Woche | 1                                                                | David Guetta feat. Anne-Marie & Coi Leray                        | Baby Don’t Hurt Me Tony Hendrik, Karin Hartmann-Eisenblätter, Pierre David Guetta, Anne-Marie Rose Nicholson, Coi Leray Collins, Steven McCutcheon, Mikkel Kauczki Cox, Felicia Ferraro, Tobias Sjøgren Frederiksen, Akil C. King, Johnny McDaid, Edward Christopher Sheeran | –                         |

| ← 2022 ← | Liste der Nummer-eins-Hits in Ungarn (Single Top 40 slágerlista) | Liste der Nummer-eins-Hits in Ungarn (Single Top 40 slágerlista) | Liste der Nummer-eins-Hits in Ungarn (Single Top 40 slágerlista)                             | 2024 →                    |
| \| Zeitraum \| Wo. ges. \| Interpret \| Titel Autor(en) \| Zusätzliche Informationen \| \| (Zeitraum, Wochen auf Platz eins, Interpret, Titel, Autor[en], zusätzliche Informationen) \| \| \| \| \| \| ----------------------------------------------------------------------------------------- \| -------- \| --------------------------------------------- \| -------------------------------------------------------------------------------------------- \| ------------------------- \| \| 30. Juni 2023 – 20. Juli 2023 3 Wochen \| 3 \| Azahriah \| 3korty Attila Baukó \| – \| \| 21. Juli 2023 – 27. Juli 2023 1 Woche \| 1 \| Desh & Young Fly feat. KKevin \| Rollin’ Attila Molnár, Álmos Schüller, Kevin Kövesi, Dániel Somogyvári \| – \| \| 28. Juli 2023 – 24. August 2023 4 Wochen (insgesamt 12) \| 12 \| Desh & Young Fly feat. Azahriah & Lord Panamo \| Rampapapam Attila Baukó, Attila Molnár, Álmos Schüller, Dániel Somogyvári, Kristóf Máté Tóth \| – \| \| 25. August 2023 – 7. September 2023 2 Wochen \| 2 \| Azahriah × Desh \| Ceremónia Attila Baukó, Attila Molnár \| – \| \| 8. September 2023 – 28. September 2023 3 Wochen (insgesamt 12) \| 12 \| Desh & Young Fly feat. Azahriah & Lord Panamo \| Rampapapam Attila Baukó, Attila Molnár, Álmos Schüller, Dániel Somogyvári, Kristóf Máté Tóth \| – \| \| 29. September 2023 – 12. Oktober 2023 2 Wochen \| 2 \| Tomi feat. Valmar \| Valencia Tamás Szatmári, Péter Marics, Milán Valkusz \| – \| \| 13. Oktober 2023 – 16. November 2023 5 Wochen (insgesamt 12) \| 12 \| Desh & Young Fly feat. Azahriah & Lord Panamo \| Rampapapam Attila Baukó, Attila Molnár, Álmos Schüller, Dániel Somogyvári, Kristóf Máté Tóth \| – \| \| 17. November 2023 – 30. November 2023 2 Wochen \| 2 \| Desh \| Osztriga Attila Molnár \| – \| \| 1. Dezember 2023 – 28. Dezember 2023 4 Wochen \| 4 \| Mariah Carey \| All I Want for Christmas Is You Walter N. Afanasieff, Mariah Carey \| – \| \| 1. Dezember 2023 – 28. Dezember 2023 4 Wochen \| 4 \| Mariah Carey \| All I Want for Christmas Is You Walter N. Afanasieff, Mariah Carey \| – \| \| 29. Dezember 2023 – 1. Februar 2024 5 Wochen \| 5 \| T. Danny feat. Young Fly \| No Woman No Cry Telegdy Dániel Márton, Álmos Schüller, Marcel Závodi \| – \| |                                                                  |                                                                  |                                                                                              |                           |
| ← 2022 |                                                                  |                                                                  |                                                                                              | → 2024 →                  |
| Zeitraum | Wo. ges.                                                         | Interpret                                                        | Titel Autor(en)                                                                              | Zusätzliche Informationen |
| (Zeitraum, Wochen auf Platz eins, Interpret, Titel, Autor[en], zusätzliche Informationen) |                                                                  |                                                                  |                                                                                              |                           |
| 30. Juni 2023 – 20. Juli 2023 3 Wochen | 3                                                                | Azahriah                                                         | 3korty Attila Baukó                                                                          | –                         |
| 21. Juli 2023 – 27. Juli 2023 1 Woche | 1                                                                | Desh & Young Fly feat. KKevin                                    | Rollin’ Attila Molnár, Álmos Schüller, Kevin Kövesi, Dániel Somogyvári                       | –                         |
| 28. Juli 2023 – 24. August 2023 4 Wochen (insgesamt 12) | 12                                                               | Desh & Young Fly feat. Azahriah & Lord Panamo                    | Rampapapam Attila Baukó, Attila Molnár, Álmos Schüller, Dániel Somogyvári, Kristóf Máté Tóth | –                         |
| 25. August 2023 – 7. September 2023 2 Wochen | 2                                                                | Azahriah × Desh                                                  | Ceremónia Attila Baukó, Attila Molnár                                                        | –                         |
| 8. September 2023 – 28. September 2023 3 Wochen (insgesamt 12) | 12                                                               | Desh & Young Fly feat. Azahriah & Lord Panamo                    | Rampapapam Attila Baukó, Attila Molnár, Álmos Schüller, Dániel Somogyvári, Kristóf Máté Tóth | –                         |
| 29. September 2023 – 12. Oktober 2023 2 Wochen | 2                                                                | Tomi feat. Valmar                                                | Valencia Tamás Szatmári, Péter Marics, Milán Valkusz                                         | –                         |
| 13. Oktober 2023 – 16. November 2023 5 Wochen (insgesamt 12) | 12                                                               | Desh & Young Fly feat. Azahriah & Lord Panamo                    | Rampapapam Attila Baukó, Attila Molnár, Álmos Schüller, Dániel Somogyvári, Kristóf Máté Tóth | –                         |
| 17. November 2023 – 30. November 2023 2 Wochen | 2                                                                | Desh                                                             | Osztriga Attila Molnár                                                                       | –                         |
| 1. Dezember 2023 – 28. Dezember 2023 4 Wochen | 4                                                                | Mariah Carey                                                     | All I Want for Christmas Is You Walter N. Afanasieff, Mariah Carey                           | –                         |
| 1. Dezember 2023 – 28. Dezember 2023 4 Wochen | 4                                                                | Mariah Carey                                                     | All I Want for Christmas Is You Walter N. Afanasieff, Mariah Carey                           | –                         |
| 29. Dezember 2023 – 1. Februar 2024 5 Wochen | 5                                                                | T. Danny feat. Young Fly                                         | No Woman No Cry Telegdy Dániel Márton, Álmos Schüller, Marcel Závodi                         | –                         |

## Alben
| ← 2022 ← | Liste der Nummer-eins-Hits in Ungarn | Liste der Nummer-eins-Hits in Ungarn | Liste der Nummer-eins-Hits in Ungarn | 2024 → |
| \| Zeitraum \| Wo. ges. \| Interpret \| Titel \| Zusätzliche Informationen \| \| (Zeitraum, Wochen auf Platz eins, Interpret, Titel, zusätzliche Informationen) \| \| \| \| \| \| ------------------------------------------------------------------------------ \| -------- \| ------------------- \| ------------------------------------ \| ----------------------------------------------------------------------------------------------------------------------------------------------------------------------------- \| \| 9. Dezember 2022 – 5. Januar 2023 4 Wochen (insgesamt 5) \| 5 \| Ákos \| Több nem is kell (Aréna 2022.01.22.) \| – \| \| 6. Januar 2023 – 19. Januar 2023 2 Wochen (insgesamt 5) \| 5 \| Ákos \| Új törvény \| Etwas mehr als 20 Jahre nach Erscheinen kehrt das Album auf Platz 1 zurück. \| \| 20. Januar 2023 – 26. Januar 2023 1 Woche \| 1 \| Måneskin \| Rush! \| – \| \| 27. Januar 2023 – 9. Februar 2023 2 Wochen (insgesamt 5) \| 5 \| Ákos \| Új törvény \| – \| \| 10. Februar 2023 – 16. Februar 2023 1 Woche (insgesamt 3) \| 3 \| Endre Paksi \| Békesség sugárút \| – \| \| 17. Februar 2023 – 23. Februar 2023 1 Woche \| 1 \| Hungarica \| Szavazz magadra! \| – \| \| 24. Februar 2023 – 9. März 2023 2 Wochen \| 2 \| Tomorrow X Together \| The Name Chapter: Temptation \| – \| \| 10. März 2023 – 23. März 2023 2 Wochen \| 2 \| Sex Action \| Mocskos élet \| – \| \| 24. März 2023 – 6. April 2023 2 Wochen \| 2 \| Depeche Mode \| Memento mori \| – \| \| 7. April 2023 – 13. April 2023 1 Woche \| 1 \| Linkin Park \| Meteora \| – \| \| 14. April 2023 – 27. April 2023 2 Wochen \| 2 \| Metallica \| 72 Seasons \| – \| \| 28. April 2023 – 4. Mai 2023 1 Woche \| 1 \| Pokolgép \| Éjszakai bevetés \| Beim Wiedereinstieg ihrer ersten vier Alben belegen die Heavy-Metal-Rocker aus Budapest die ersten vier Chartplätze mit dem dritten Album Éjszakai bevetés von 1989 vorneweg. \| \| 5. Mai 2023 – 1. Juni 2023 4 Wochen \| 4 \| János Bródy \| Aréna Koncert (2022. november 12.) \| – \| \| 2. Juni 2023 – 29. Juni 2023 4 Wochen \| 4 \| Stray Kids \| 5-Star \| – \| \| 30. Juni 2023 – 27. Juli 2023 4 Wochen (insgesamt 10) \| 10 \| Azahriah \| Memento \| – \| \| 28. Juli 2023 – 3. August 2023 1 Woche \| 1 \| Travis Scott \| Utopia \| – \| \| 4. August 2023 – 24. August 2023 3 Wochen (insgesamt 10) \| 10 \| Azahriah \| Memento \| – \| \| 25. August 2023 – 7. September 2023 2 Wochen \| 2 \| Azahriah × Desh \| Tripq \| – \| \| 8. September 2023 – 21. September 2023 2 Wochen \| 2 \| Dzsúdló \| Kincugi \| – \| \| 22. September 2023 – 12. Oktober 2023 3 Wochen \| 3 \| Hobo Blues Band \| Kopaszkutya \| – \| \| 13. Oktober 2023 – 19. Oktober 2023 1 Woche (insgesamt 7) \| 7 \| Ákos \| Karcolatok \| Das erste Soloalbum des Budapester Popstars steht 30 Jahre nach Ersterscheinen wieder an der Chartspitze. \| \| 20. Oktober 2023 – 26. Oktober 2023 1 Woche (insgesamt 10) \| 10 \| Azahriah \| Memento \| – \| \| 27. Oktober 2023 – 9. November 2023 2 Wochen \| 2 \| Kowalsky meg a Vega \| Égigérő \| – \| \| 10. November 2023 – 16. November 2023 1 Woche \| 1 \| Stray Kids \| Rock-Star \| – \| \| 17. November 2023 – 30. November 2023 2 Wochen \| 2 \| Krúbi \| III. Krúbi \| – \| \| 1. Dezember 2023 – 7. Dezember 2023 1 Woche (insgesamt 10) \| 10 \| Michael Bublé \| Christmas \| – \| \| 8. Dezember 2023 – 14. Dezember 2023 1 Woche (insgesamt 13) \| 13 \| Rapülők \| Rapeta \| 30 Jahre nach dem großen Erfolg kehrt das Album des Raptrios an die Spitze zurück. \| \| 15. Dezember 2023 – 28. Dezember 2023 2 Wochen (insgesamt 10) \| 10 \| Michael Bublé \| Christmas \| – \| \| 29. Dezember 2023 – 4. Januar 2024 1 Woche \| 1 \| T. Danny \| Ezer nap \| – \| |                                      |                                      |                                      | |
| ← 2022 |                                      |                                      |                                      | → 2024 → |
| Zeitraum | Wo. ges.                             | Interpret                            | Titel                                | Zusätzliche Informationen |
| (Zeitraum, Wochen auf Platz eins, Interpret, Titel, zusätzliche Informationen) |                                      |                                      |                                      | |
| 9. Dezember 2022 – 5. Januar 2023 4 Wochen (insgesamt 5) | 5                                    | Ákos                                 | Több nem is kell (Aréna 2022.01.22.) | – |
| 6. Januar 2023 – 19. Januar 2023 2 Wochen (insgesamt 5) | 5                                    | Ákos                                 | Új törvény                           | Etwas mehr als 20 Jahre nach Erscheinen kehrt das Album auf Platz 1 zurück.                                                                                                   |
| 20. Januar 2023 – 26. Januar 2023 1 Woche | 1                                    | Måneskin                             | Rush!                                | – |
| 27. Januar 2023 – 9. Februar 2023 2 Wochen (insgesamt 5) | 5                                    | Ákos                                 | Új törvény                           | – |
| 10. Februar 2023 – 16. Februar 2023 1 Woche (insgesamt 3) | 3                                    | Endre Paksi                          | Békesség sugárút                     | – |
| 17. Februar 2023 – 23. Februar 2023 1 Woche | 1                                    | Hungarica                            | Szavazz magadra!                     | – |
| 24. Februar 2023 – 9. März 2023 2 Wochen | 2                                    | Tomorrow X Together                  | The Name Chapter: Temptation         | – |
| 10. März 2023 – 23. März 2023 2 Wochen | 2                                    | Sex Action                           | Mocskos élet                         | – |
| 24. März 2023 – 6. April 2023 2 Wochen | 2                                    | Depeche Mode                         | Memento mori                         | – |
| 7. April 2023 – 13. April 2023 1 Woche | 1                                    | Linkin Park                          | Meteora                              | – |
| 14. April 2023 – 27. April 2023 2 Wochen | 2                                    | Metallica                            | 72 Seasons                           | – |
| 28. April 2023 – 4. Mai 2023 1 Woche | 1                                    | Pokolgép                             | Éjszakai bevetés                     | Beim Wiedereinstieg ihrer ersten vier Alben belegen die Heavy-Metal-Rocker aus Budapest die ersten vier Chartplätze mit dem dritten Album Éjszakai bevetés von 1989 vorneweg. |
| 5. Mai 2023 – 1. Juni 2023 4 Wochen | 4                                    | János Bródy                          | Aréna Koncert (2022. november 12.)   | – |
| 2. Juni 2023 – 29. Juni 2023 4 Wochen | 4                                    | Stray Kids                           | 5-Star                               | – |
| 30. Juni 2023 – 27. Juli 2023 4 Wochen (insgesamt 10) | 10                                   | Azahriah                             | Memento                              | – |
| 28. Juli 2023 – 3. August 2023 1 Woche | 1                                    | Travis Scott                         | Utopia                               | – |
| 4. August 2023 – 24. August 2023 3 Wochen (insgesamt 10) | 10                                   | Azahriah                             | Memento                              | – |
| 25. August 2023 – 7. September 2023 2 Wochen | 2                                    | Azahriah × Desh                      | Tripq                                | – |
| 8. September 2023 – 21. September 2023 2 Wochen | 2                                    | Dzsúdló                              | Kincugi                              | – |
| 22. September 2023 – 12. Oktober 2023 3 Wochen | 3                                    | Hobo Blues Band                      | Kopaszkutya                          | – |
| 13. Oktober 2023 – 19. Oktober 2023 1 Woche (insgesamt 7) | 7                                    | Ákos                                 | Karcolatok                           | Das erste Soloalbum des Budapester Popstars steht 30 Jahre nach Ersterscheinen wieder an der Chartspitze.                                                                     |
| 20. Oktober 2023 – 26. Oktober 2023 1 Woche (insgesamt 10) | 10                                   | Azahriah                             | Memento                              | – |
| 27. Oktober 2023 – 9. November 2023 2 Wochen | 2                                    | Kowalsky meg a Vega                  | Égigérő                              | – |
| 10. November 2023 – 16. November 2023 1 Woche | 1                                    | Stray Kids                           | Rock-Star                            | – |
| 17. November 2023 – 30. November 2023 2 Wochen | 2                                    | Krúbi                                | III. Krúbi                           | – |
| 1. Dezember 2023 – 7. Dezember 2023 1 Woche (insgesamt 10) | 10                                   | Michael Bublé                        | Christmas                            | – |
| 8. Dezember 2023 – 14. Dezember 2023 1 Woche (insgesamt 13) | 13                                   | Rapülők                              | Rapeta                               | 30 Jahre nach dem großen Erfolg kehrt das Album des Raptrios an die Spitze zurück.                                                                                            |
| 15. Dezember 2023 – 28. Dezember 2023 2 Wochen (insgesamt 10) | 10                                   | Michael Bublé                        | Christmas                            | – |
| 29. Dezember 2023 – 4. Januar 2024 1 Woche | 1                                    | T. Danny                             | Ezer nap                             | – |